# Råmosen
Råmosen er et 29 hektar stort fredet areal beliggende i det sydvestlige hjørne af Ballerup Kommune, tæt på grænsen til Egedal Kommune. Råmosen er en af flere moser i slettelandskabet vest for København, hvoraf størstedelen er fredede. Råmosen blev fredet 8. oktober 1962 og udvidet i 2005. Det fredede areal udgør ca. 29 hektar.

## Landskabet
Mosen er ca. 600 x 600 meter og afvandes gennem Råmose Å til Hove Å-systemet. Mosen har grøn sammenhæng med Grønsø Mose og Hulesø Mose, syd for Smørumovre. I de laveste moseområder er der rørskov og småsøer, og de højereliggende arealer fremtræder som åbne arealer med let bevoksning. Kreaturer græsser på den vestlige del af mosen. 
Hovedparten af områdets søer skyldes, at moseparcellerne tidligere har været anvendt til skæring af tagrør og tørv. Et kort fra ca. 1913 viser, at der har været gravet tørv mange steder i mosen. Under 1. Verdenskrig gravedes således de såkaldte ”æltetørv”, som er tørv med ringe brændselsværdi.